# Андрук Олена Анатоліївна
Олена Анатоліївна Андрук (нар. 11 червня 1987, Київ) — українська шосейна велогонщиця, яка виступала на професійному рівні в період 2007—2013 років. Чемпіонка України в заліку групової гонки, переможниця низки великих жіночих гонок на шосе, учасниця літніх Олімпійських ігор в Лондоні .

## Біографія
Олена Андрук народилася 11 червня 1987 року в місті Києві Української РСР .
Закінчила Національний університет фізичного виховання і спорту України, де навчалася на факультеті олімпійського і професійного спорту — на кафедрі велосипедних та зимових видів спорту.
Дебютувала на міжнародному рівні в сезоні 2006 року, виступивши в гонці Tour de Feminin в Чехії.
Починала кар'єру професійної велогонщиця в італійській команді USC Chirio Forno D'asolo, провела тут два повних сезони. Потім два роки виступала в литовському клубі Safi-Pasta Zara. Нарешті, проявила в італійському Vaiano-Tepso. Перемагала на окремих етапах багатоденних гонок Trophée d'Or Féminin у Франції і Women's Tour Of New Zealand в Новій Зеландії, відзначилася перемогою на першому етапі багатоденної гонки першої категорії Tour de Free State в Південній Африці .
Найбільшого успіху в своїй спортивній кар'єрі домоглася в сезоні 2012 року, коли здобула перемогу в груповій гонці на чемпіонаті України з шосейного велоспорту, увійшла до основного складу української національної збірної та завдяки низці вдалих виступів отримала права захищати честь країни на літніх Олімпійських іграх в Лондоні. Стартував на Іграх в заліку жіночої групової гонки на 140 км, однак фінішувати не змогла, чи не вклавшись в ліміт часу.
У 2013 році ще залишалася в клубі Vaiano-Fondriest, проте не показала більш-менш значних результатів на міжнародній арені і на цьому завершила спортивну кар'єру.